# Elle est partie (nouvelle)
Pour les articles homonymes, voir Elle est partie.
Elle est partie (en russe :  Ouchla) est une nouvelle d’Anton Tchekhov, parue en 1883.

## Historique
Elle est partie est initialement publiée dans la revue russe Les Éclats, no 5, du 28 janvier 1883, sous le pseudonyme A. Tchékhonté.   

## Résumé
Après un bon dîner, madame et monsieur discutent sur le canapé. Elle lui raconte que Sophie s’est mariée avec un certain Von Tramb. C’est un scandale qu’une jeune fille aussi bien ait épousé une telle crapule, un voleur et elle jure que cela n’aurait jamais été son cas.
Le mari, goguenard, l’écoute affirmer que si elle apprenait qu'il volait, elle le quitterait immédiatement. Il lui ouvre alors les yeux en lui rappelant les trois mille roubles de salaire annuel qu’il touche, alors que rien que la semaine dernière, il lui a acheté un collier à deux mille roubles, une robe à cinq cents et que son beau-père lui a emprunté mille roubles.
Il lui conseille de ne pas porter de jugement sur Von Tramb qui est un petit voleur à côté de lui. Sa femme est partie… dans la pièce à côté.

## Édition française
- Elle est partie, dans Œuvres de A. Tchekhov 1883, traduit par Madeleine Durand et Édouard Parayre, Les Éditeurs Français Réunis, 1952, numéro d’éditeur 431.